# Matelea warscewiczii
Matelea warscewiczii là một loài thực vật có hoa trong họ La bố ma. Loài này được (H. Karst.) Woodson mô tả khoa học đầu tiên năm 1941.